# Saint-Baudille

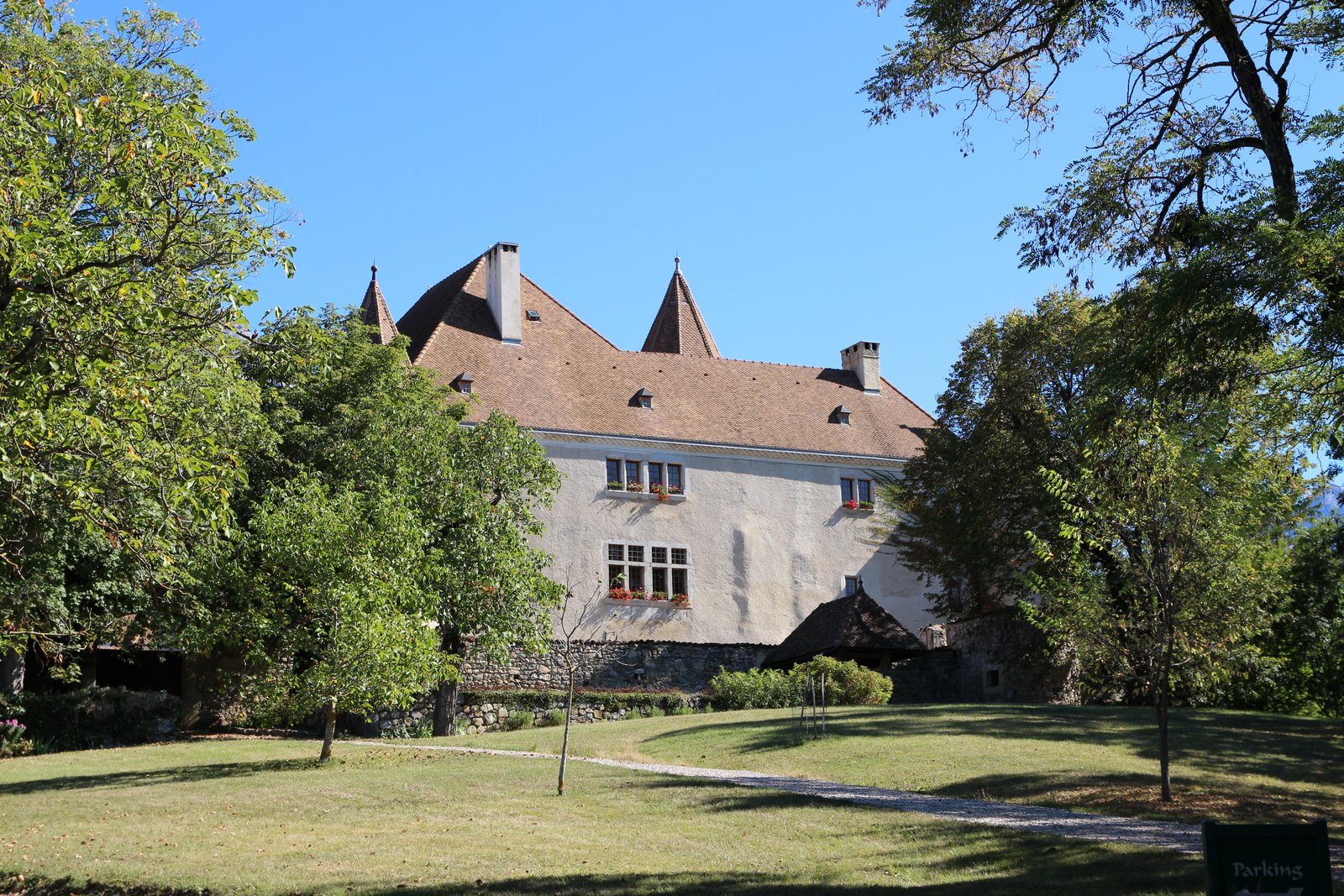
Le château de Montmeilleur à Saint-Baudille-et-Pipet.

Saint-Baudille est un des lieux où se déroule l'action de Un roi sans divertissement, roman de Jean Giono. Langlois, héros du roman, se rend souvent à Saint-Baudille, dans le château de Mme Tim. Cette localité doit être identifiée à Saint-Baudille-et-Pipet, dans le Trièves (département de l'Isère), à proximité de Lalley (modèle probable du village où se déroule l'essentiel de l'action) et de Tréminis.
Ce Saint-Baudille est également d'une des deux anciennes communes éphémères qui furent à la naissance de la commune de Saint-Baudille-et-Pipet.
Comme plusieurs autres localités de France et d'Espagne, ce village porte le nom de Baudile de Nîmes.